# Virbac Paprec 3
Virbac Paprec 3 ou Paprec Virbac 3, nommé ensuite Hugo Boss puis Bastide-Otio, est un voilier monocoque de course au large de classe 60 pieds IMOCA, mis à l'eau en mai 2010. D’abord sponsorisé par les groupes Virbac et Paprec Group, il est revendu en novembre 2013 à Alex Thomson Racing et Hugo Boss, puis en janvier 2015 au Français Kito de Pavant, qui prend le départ du Vendée Globe 2016-2017 à son bord, sous les couleurs de Bastide-Otio. C’est durant cette course qu’il est perdu dans l’Océan Indien en décembre 2016, à la suite d'une importante voie d'eau. Son épave est retrouvée à Madagascar en novembre 2018.

## Historique

### Virbac Paprec 3

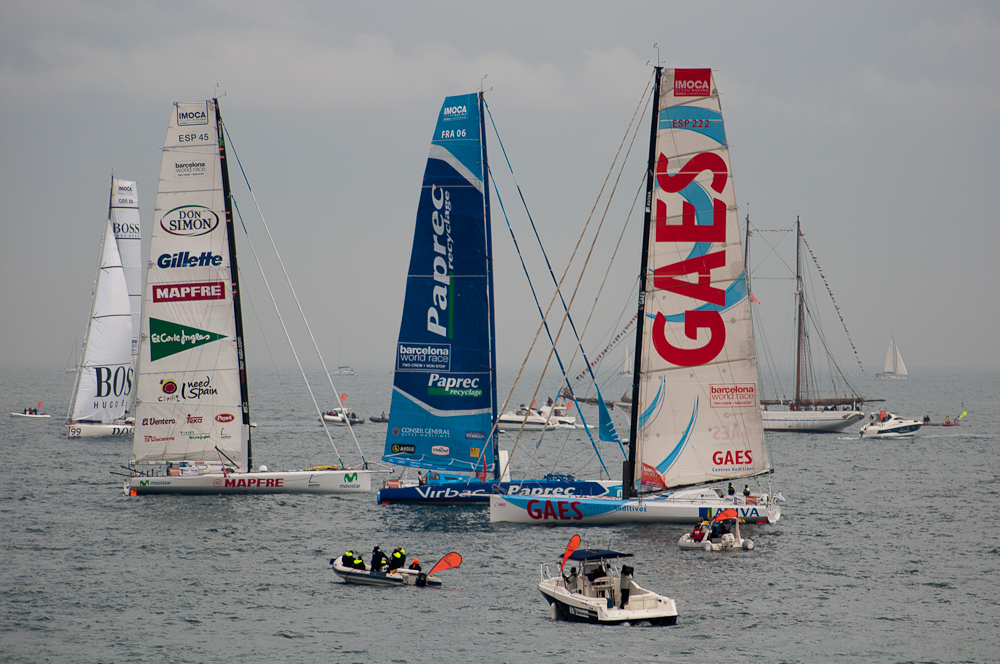
Virbac Paprec 3 (au centre) lors du départ de la Barcelona World Race 2010-2011.

Ce bateau est le troisième de la lignée Virbac Paprec, tous barrés en première main par le navigateur français Jean-Pierre Dick. Celui-ci est dessiné par Guillaume Verdier et VPLP en 2009 et mis à l'eau le 18 mai 2010 à Auckland en Nouvelle-Zélande où il a été construit aux chantiers Cookson Boats. Il est conçu comme une évolution plus légère, environ 10 à 15 %, de Paprec-Virbac 2. Son bi-rouf de départ, caractéristique avec ses deux bulles de protection en plexiglas va connaître plusieurs évolutions, tout d'abord, à la demande de Loïck Peyron, avec l'ajout d'une porte entre les deux roufs, puis l'implantation d'un rouf unique, l'équipage étant encore trop exposé lors des manœuvres (l'eau se déversait dans le cockpit par le tunnel central entre les deux roufs).
Virbac Paprec 3 participe à plusieurs courses au large et bat le 22 janvier 2011 le record du nombre de milles en 24 heures sur un monocoque de 60 pieds avec une distance de 506,333 milles marins parcourus établi lors de la Barcelona World Race.
Pour sa première course transatlantique, Virbac Paprec mené par Jean-Pierre Dick s'aligne dans la Route du Rhum 2010 où il finit 8e au général et 4e de sa classe. En décembre 2010, barré en double par Jean-Pierre Dick et Loïck Peyron, le Virbac Paprec 3 remporte la course autour du monde Barcelona World Race 2010-2011. Barré par Jean-Pierre Dick et Jérémie Beyou, le bateau participe à la transat Jacques-Vabre en novembre 2011, épreuve qu'il remporte en 15 jours et 18 heures.

#### Vendée Globe 2012

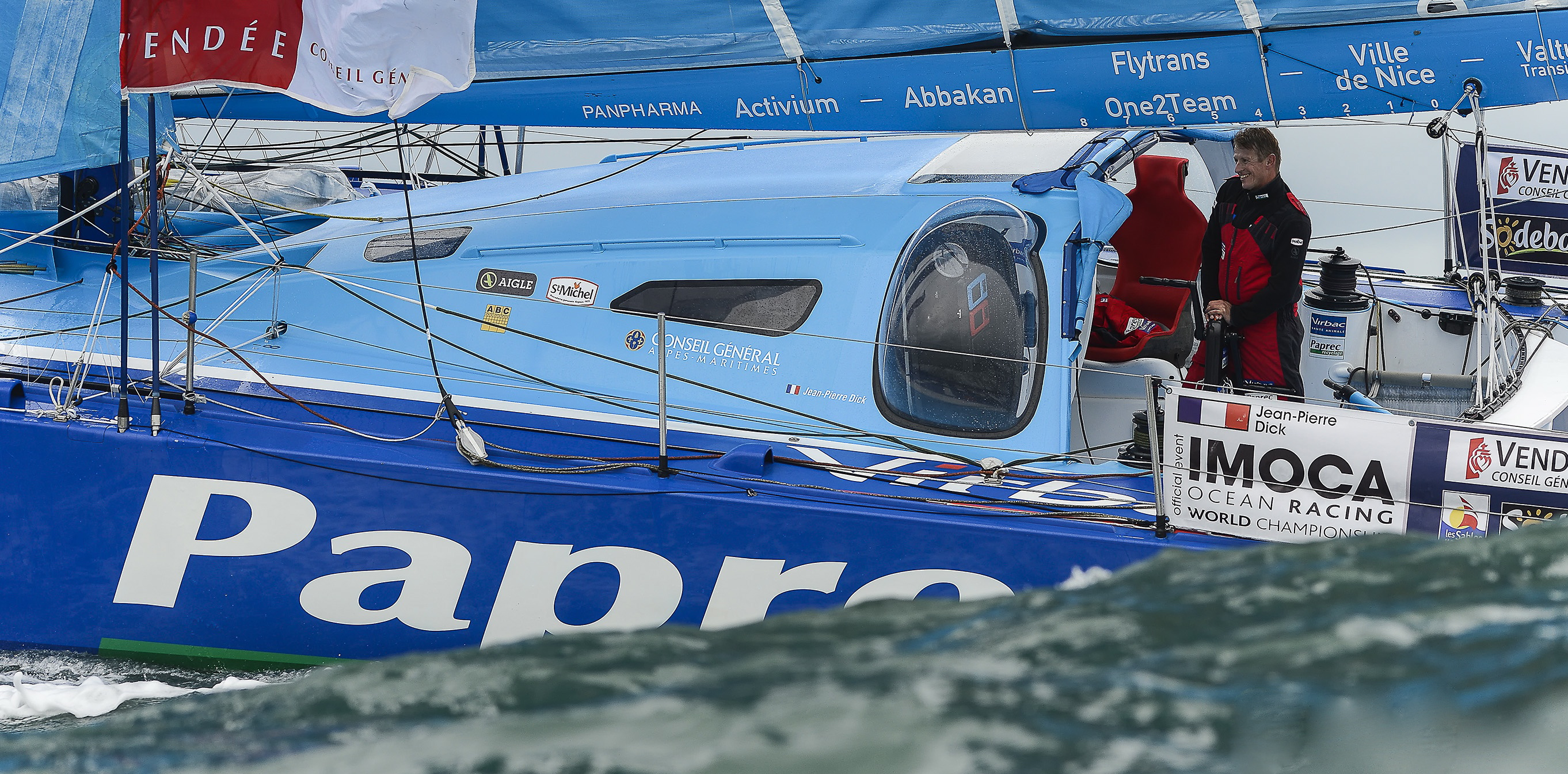
Jean-Pierre Dick sur Virbac Paprec 3 au départ du Vendée Globe 2012-2013.

Le bateau et son skipper habituel, qui pour l'occasion tient un blog de course pour Le Figaro, s'alignent dans le Vendée Globe 2012-2013 qui part le 10 novembre. Lors de la première semaine de course, marquée par de nombreux abandons de concurrents sur casse mécanique, Jean-Pierre Dick choisit avec quelques autres skippers une option un peu plus ouest de descente de l'Atlantique Nord et occupe en moyenne les cinq premières places du classement général.
Au passage des îles du Cap-Vert, après un 7e jour de mer où il parcourt 430 milles en 24 h, il intègre le trio de tête à l'approche de la zone de convergence intertropicale. Après un passage difficile du pot au noir qui a regroupé la flotte de tête, Jean-Pierre Dick passe l'équateur exactement au 11e jour de course et réalise une descente de l'Atlantique Sud avec une route « audacieuse plus à l'ouest » que ses concurrents directs, puis est le premier navigateur à nettement mettre cap au sud — en faisant le pari de perdre délibérément du terrain dans un premier temps sur le leader Armel Le Cléac'h, accusant jusqu'à 340 milles de retard, en s'écartant de l'orthodromie — pour aborder l'enroulement de l'anticyclone de Sainte-Hélène positionné très sud et instable. Son option est récompensée cinq jours plus tard avec l'obtention de la première place, après notamment 502,53 milles (20,94 nœuds de moyenne) parcourus en 24 h entre le 30 novembre et le 1er décembre établissant un nouveau record de distance parcourue en solitaire par un monocoque (le 9 décembre il battra pour quelques heures cette distance avec 517,23 milles avant que François Gabart le même jour porte la marque à 534,48 milles).
Virbac Paprec 3 alterne ensuite les trois premières places du classement, avec Armel Le Cléac'h et François Gabart, entre la « porte des Aiguilles » et la « porte de Crozet ». En troisième position à la « porte d'Amsterdam » il ferme le trio de tête à environ 75 milles des deux premiers. Au 32e jour de course à l'approche de la « porte d'Australie Ouest », Jean-Pierre Dick sort du système météo des deux leaders, se trouve freiné par un anticyclone et décroche deux jours plus tard à près de 500 milles de la tête de course. Entre la « porte d'Australie est » et la « porte de Nouvelle-Zélande » Jean-Pierre Dick maintient cet écart avec les deux premiers, puis doit suivre une route nettement plus au nord après la Nouvelle-Zélande pour le début de l'océan Pacifique. Profitant au nord d'un meilleur système météo et du centre dépressionnaire au sud dans lequel s'engluent Le Cléac'h et Gabart, il réduit fortement son retard, avec une route directe et des vents soutenus, entre les « portes Pacifique ouest et est » passant de 700 milles à 300 milles au passage de cette dernière.
Au 53e jour de course, il passe le cap Horn avec 34 h et un peu plus de 300 milles de retard sur les deux premiers et révèle à ce moment avoir eu des problèmes de drisse durant tout le Pacifique qu'il a pu réparer seulement après le passage du Horn. Quatre jours plus tard, alors qu'il se rapproche à environ 200 milles de la tête de course lors de la remontée, au près, de l'Amérique du Sud sur une route à l'est, une rupture de manille de l'étai de solent l'oblige à changer brusquement de cap, au portant au sud-est, pour réparer durant une douzaine d'heures perdant ainsi environ 150 milles. Handicapé par des conditions de vents moins favorables que ses concurrents dans sa remontée au près, Virbac Paprec 3 perd progressivement du terrain sur la tête de course, et doit céder momentanément la troisième place à Alex Thomson le 11 janvier qui, au cours de la neuvième semaine de course, avec son option payante à l'ouest et au portant sans virer de bord a remonté 400 milles sur François Gabart, le premier.
Virbac Paprec 3 passe l'Équateur au 67e jour de course — 400 milles et 43 heures derrière le premier —, en confortant sa troisième place devant Thomson pointé à environ 300 milles avant l'approche-retour vers le pot au noir, peu actif. Le bateau poursuit sa remontée vers l'anticyclone des Açores quand, à 2 000 milles de l'arrivée au nord-ouest des îles du Cap-Vert, il perd l'intégralité de sa quille de nuit au 72e jour de course. Jean-Pierre Dick réussit à stabiliser Virbac Paprec 3 (remplissage des ballasts, matossage, et faible voilure), évite le chavirage, et décide malgré tout de continuer la course en faisant route vers les Açores puis de tenter de finir la course en remontant le long du Portugal et de l'Espagne, perdant toutefois la troisième place au profit d'Alex Thomson et tentant de conserver la quatrième. Il rejoint l'anse de San Cibrao en Galice pour se mettre 72 heures au mouillage à l'abri, lors du passage d'une importante dépression sur le golfe de Gascogne avant de le traverser. Il passe la ligne d'arrivée en quatrième position au bout de 86 jours et 3 heures de course pour boucler son tour du monde, ayant parcouru un total de 27 734 miles dont les 2 643 derniers sans quille.

### Hugo Boss
En novembre 2013, le bateau est revendu au Britannique Alex Thomson en vue de courir la Barcelona World Race. Le 9 mai 2014, lors du convoyage vers New York avant le départ de la nouvelle course IMOCA New York - Barcelona, Hugo Boss démâte, endommageant fortement le bateau. Alors qu'Alex Thomson renonce à prendre le départ de la course en raison de la naissance de son second enfant, Hugo Boss est remâté et est mené par Pepe Ribes et Ryan Breymaier. Ces derniers remportent l'épreuve en 14 jours, 2 heures, 44 minutes et 30 secondes.
Après avoir mené la Barcelona World Race depuis le départ, battant le record de vitesse entre Barcelone et l'équateur, Hugo Boss démâte une nouvelle fois et abandonne.

### Bastide-Otio

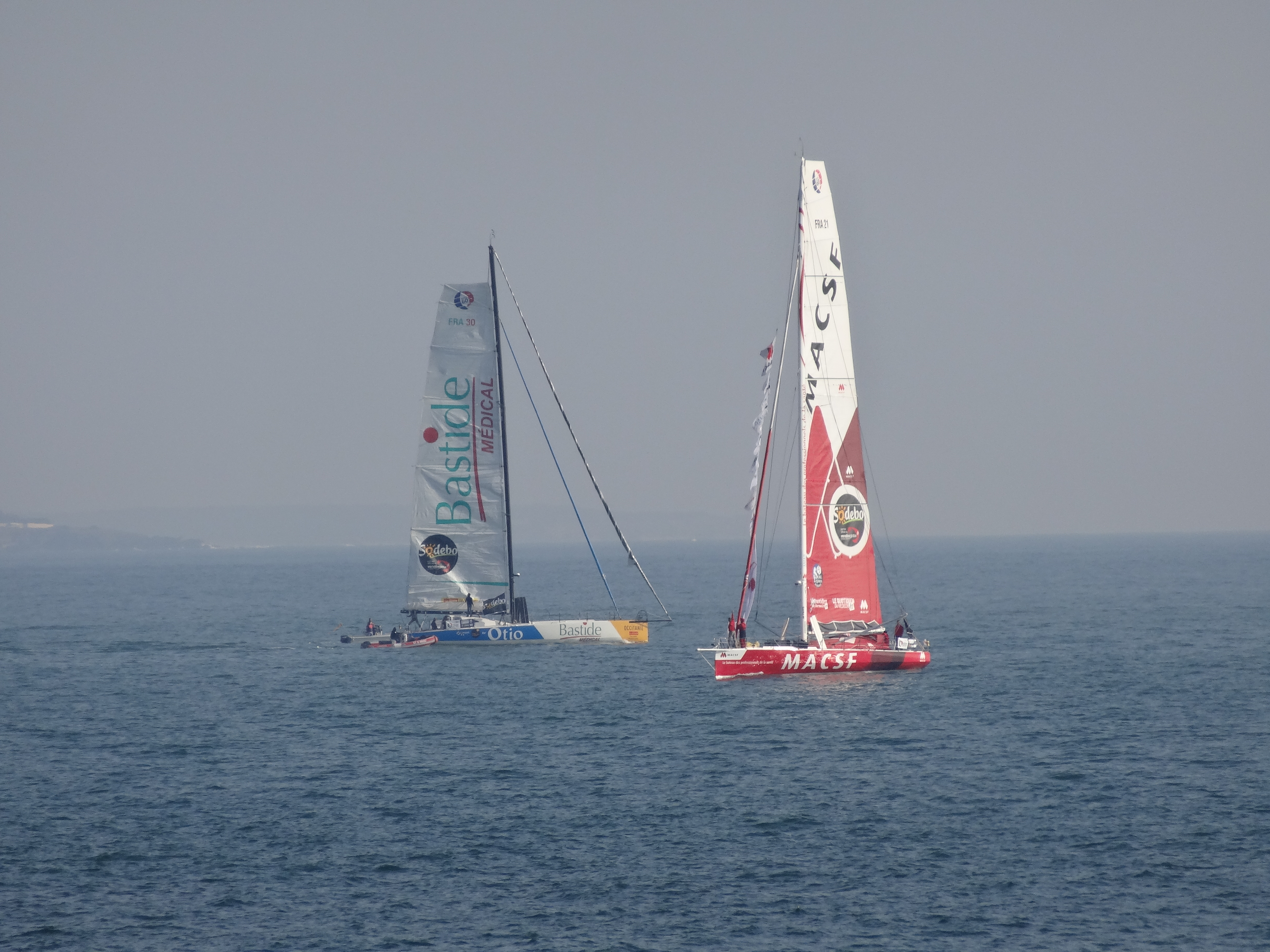
Bastide-Otio (au deuxième plan) aux Sables-d'Olonne le 1er novembre 2016.

Le jour même du démâtage lors de la Barcelona World Race, le plan Verdier/VPLP est acheté par Kito de Pavant qui le renomme Bastide-Otio pour courir le Vendée Globe 2016-2017.
Le 6 décembre 2016 Bastide-Otio est heurté à pleine vitesse par un OFNI — un cachalot — qui rompt la quille et endommage la coque, créant une importante voie d’eau. Celle-ci oblige son skipper à abandonner le voilier, et à être récupéré le lendemain par le navire océanographique Marion Dufresne. Le 13 décembre, les balises cessent d’émettre, traduisant la disparition du bateau
L'épave de Bastide-Otio est retrouvée en novembre 2018 sur la côte est de Madagascar par un plaisancier hyérois en catamaran. Elle n’est identifiée par Kito de Pavant qu’en juillet 2019, grâce à la forme spécifique du palier avant de la quille. Le bateau a été entièrement pillé, après avoir été très abîmé durant une dérive due aux courants, qui l’auront mené de son point de naufrage, à proximité de l’archipel Crozet, jusqu’à la côte ouest de l’Australie et, de là, à Madagascar. Kito de Pavant déclare : « Je préfère savoir qu’il a servi de matière première pour des tas d’objets utiles à Madagascar, plutôt que l’imaginer continuer à être un danger flottant pour les marins du prochain Vendée Globe ou du Trophée Jules Verne. ».

## Palmarès

### 2010-2013:Virbac Paprec 3– Jean-Pierre Dick
- 2010 :
  - 4e de sa classe (8e au général) de la  Route du Rhum 2010.

- 2011 :

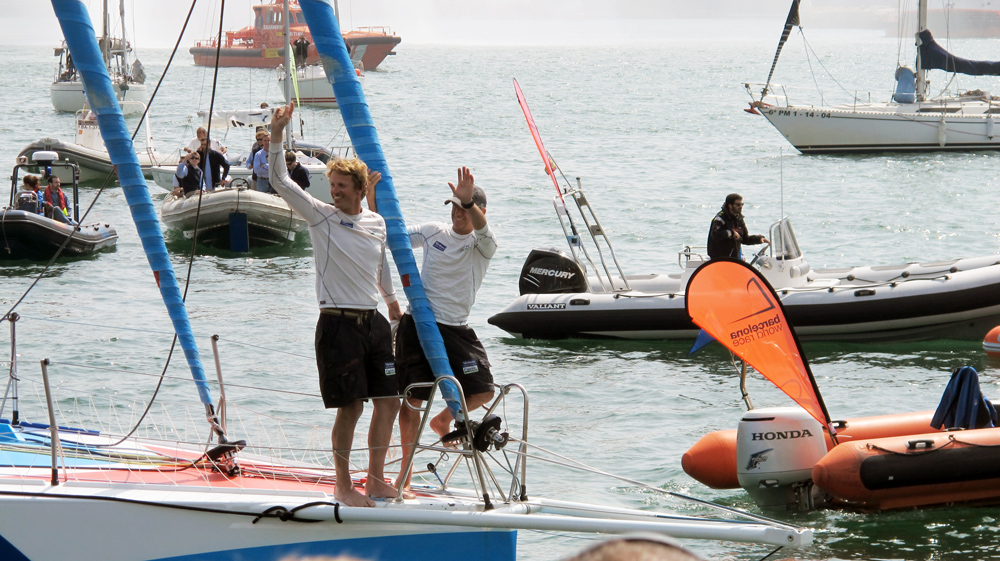
Jean-Pierre Dick et Loïck Peyron vainqueurs de la Barcelona World Race sur Virbac Paprec 3 en 2011.

  - Vainqueur de la Barcelona World Race 2010-2011, en double avec Loïck Peyron
  - Détenteur du record de distance à la voile en 24 heures en double sur monocoque 60 pieds (IMOCA) avec 506.33 milles marins (21,1 nœuds de moyenne) les 21-22 janvier 2011 lors de la Barcelona World Race
  - Vainqueur de la transat Jacques-Vabre en double avec Jérémie Beyou, en 15 jours et 18 heures.
- 2012
  - Abandon dans l'Europa Warm'Up
  - Vainqueur du Trophée Azimut 2012, course préparative au Vendée Globe de 210 milles entre Lorient et l'île de Sein[31].
  - Détenteur du record de distance à la voile en 24 heures en solitaire sur Monocoque 60 pieds (IMOCA) avec 502,53 milles[12] (20,94 nœuds de moyenne). Le record est en cours de validation par le WSSRC[32].
- 2013 :
  - 4e du Vendée Globe 2012-2013 après 86 jours et 3 heures de course.

### 2014-2015Hugo Boss
- 2014 :
  - Vainqueur de l'IMOCA New York - Barcelona, en double avec Pepe Ribes et Ryan Breymaier en 14 jours, 2 heures, 44 minutes et 30 secondes
- 2015 :
  - Abandon dans la Barcelona World Race, en double avec Alex Thomson et Pepe Ribes